# Roupala montana
Espèce
Classification APG III (2009)
Statut de conservation UICN

 LC  : Préoccupation mineure
Synonymes
- Embothrium chaparro Humb.[1]
- Embothrium chaparro Kunth[1]
- Embothrium curvatum Willd.[1]
- Embothrium curvatum Willd. ex Roem. & Schult.[1]
- Rhopala boissieriana Meisn. in DC.[2]
- Rhopala complicata Kunth[2]
- Rhopala dentata R. Br.[2]
- Rhopala gardneri Meisn. in Mart.[2]
- Rhopala macropoda Kl. & Karst.[2]
- Rhopala martii Meisn.[2]
- Rhopala martii var. simplicifolia Meisn.[2]
- Rhopala media R. Br.[2]
- Rhopala montana Aubl.[1]
- Rhopala nervosa  Klotzsch[1]
- Rhopala ovalis Pohl[2]
- Rhopala veraguensis Kl. ex Meisn. in DC.[2]
- Roupala adiantifolia Klotzsch[1]
- Roupala adiantifolia var. grandidentata Meisn.[1]
- Roupala arvensis Barb.Rodr.[1],[2]
- Roupala boissieriana Meisn.[1],[2]
- Roupala borealis Hemsl.[1],[2]
- Roupala complicata Kunth[1],[2]
- Roupala darienensis Pittier[1],[2]
- Roupala dentata R.Br.[1],[2]
- Roupala dentigera Knight[1]
- Roupala discolor Rusby[1],[2]
- Roupala dissimilis Pittier[1],[2]
- Roupala diversifolia Schott[1]
- Roupala frondosa Rich.[1]
- Roupala frondosa Rich. ex Meisn.[1],[2]
- Roupala gardneri Meisn.[1],[2]
- Roupala gardneri var. angustata Meisn.[1]
- Roupala gardneri var. dentata Meisn.[1]
- Roupala gardneri var. gardneri[1]
- Roupala gardneri var. integrifolia Meisn.[1],[2]
- Roupala glabrata Klotzsch[1]
- Roupala glabrata Klotzsch ex Meisn.[1]
- Roupala heterophylla Pohl[1]
- Roupala heterophylla var. pinnata Meisn.[1]
- Roupala longepetiolata Klotzsch[1]
- Roupala longepetiolata Klotzsch ex Meisn.[1]
- Roupala longipetiolata Klotzsch[1]
- Roupala longipetiolata Klotzsch ex Meisn.[1]
- Roupala macropoda Klotzsch[1]
- Roupala macropoda Klotzsch & H. Karst.[2]
- Roupala martii Meisn.[1],[2]
- Roupala martii var. martii[1]
- Roupala martii var. pinnata Meisn.[1],[2]
- Roupala martii var. simplicifolia Meisn.[1],[2]
- Roupala mayana Lundell[2]
- Roupala media R.Br.[1],[2]
- Roupala montana subsp. complicata (Kunth) Griseb.[1]
- Roupala montana var. complicata (Kunth) Griseb.[1],[2]
- Roupala montana var. dentata (R.Br.) Sleumer[1],[2]
- Roupala montana var. tomentosa (Pohl) Sleumer[2]
- Roupala montana var. heterophylla Griseb.[1]
- Roupala montana var. heterophylla Kuntze[1]
- Roupala mucronulata Mez[1],[2]
- Roupala mucronulata Mez ex Taub.[1]
- Roupala nervosa Klotzsch[1]
- Roupala organensis Sleumer[1]
- Roupala ovalis Pohl[1],[2]
- Roupala pamplonensis Linden[1]
- Roupala panamensis Pittier[1],[2]
- Roupala pyrifolia Salisb.[1]
- Roupala pyrifolia Salisb. ex Knight[1],[2]
- Roupala raimondii J.F.Macbr.[1],[2]
- Roupala repanda Lundell[1],[2]
- Roupala rhombifolia Mart.[1]
- Roupala rhombifolia Mart. ex Meisn.[1]
- Roupala steyermarkii Sleumer[1],[2]
- Roupala suaveolens var. suaveolens[1]
- Roupala tomentosa var. integrifolia Meisn.[1]
- Roupala tomentosa var. sellovii Meisn.[1]
- Roupala tomentosa var. sellowii Meisn., 1855[1]
- Roupala tristis Mez ex Taub.[1]
- Roupala veraguensis Klotzsch[1]
- Roupala veraguensis Klotzsch ex Meisn.[1]

Roupala montana est une espèce de plantes à fleurs de la famille des Proteaceae (famille du noyer du Queensland). Il s'agit de l'espèce type du genre Roupala Aubl.. C'est un arbre endémique du plateau des Guyanes. Cette espèce serait très souvent confondue dans la littérature avec Roupala pyrifolia Knight, 1809 qui présente une vaste répartition néotropicale.
Il est connu au Venezuela sous les noms de Carne asada, Horca, Horca mandingo, Mandingo.
En Guyane le nom de Roupale serait utilisé.
Au Brésil, on l'appelle Carvalho-do-Cerrado, ou Carne de vaca.

## Description
Roupala montana est un arbre ou un arbuste atteignant 15 m de haut.
Les tiges, pétioles et la face inférieure des limbes sont brun clair, avec des à poils courts devenant rapidement glabrescents à glabres.
L'écorce est généralement de couleur brun clair à l'état jeune, devenant gris foncé violet foncé à gris-rouge ou brun-rouge après pelage de la couche externe.
On observe de nombreuses lenticelles, généralement peu visibles.
Lorsqu'elles sont coupées, les jeunes branches dégagent une odeur rappelant les conserves de thon à l'huile, ou de corned-beef.
Le bois est dur et lourd (dentité : 0,80), de couleur brun violacé, à maille très large et plus claire.
Les feuilles aiguës à acuminées à l'apex, sont souvent hétéromorphes (simples ou composées pennées).
Le limbe est chartacé à très rigide-coriace, de couleur vert gris pâle, devenant glauque à brun moyen au séchage, glabrescent peu poilu (les poils sont souvent persistants le long de la base de la nervure médiane, sur la face inférieure.
Les feuilles des plantes matures sont généralement simples (rarement composées), ovales, et mesurent 4–14 × 2–9 cm (rapport longueur/largeur : 1,2-3/1).
Le pétiole long de 1-6 cm pour 1 × 1 mm de large à mi-longueur, est parfois canaliculé, peu à densément ferrugineux à gris-velouté ou apprimé-tomenteux à poilu, glabrescent.
Le limbe est extrêmement variable, de étroitement ovale à largement ovale elliptique à largement elliptique, oblong, et plus rarement suborbiculaire, base aiguë. obtus, arrondi, nettement décurrent, apex aigu, ou obtus et étroitement atténué, ou arrondi, bord révoluté ou non, entier, ondulé ou denté en scie à 3-22 paires de dents : nervation obscure à bien visible, légèrement en relief, plane ou légèrement surélevée au-dessus, généralement visible et proéminente en dessous. semicamptodrome, nervure médiane atteignant l'apex, nervure secondaire 4-9 paires, nervure marginale épaisse et proéminente en dessous, simple ou double fractiflexée.
Les feuilles juvéniles sont plutôt composées imparipennées, à 4-8 paires de folioles, avec des marges entières à grossièrement dentées en scie, et mesurent 19,7-33 cm de long (dont 4,5-11,4 cm pour le pétiole).
Les pétiolules des folioles latérales sont longs de 0-5 mm.

Le limbe des folioles latérales mesure 6,2-12,2 x 1,2-4,3 cm (rapport longueur/largeur : 1,9-6,5/1), compte 3-6 paires de nervures secondaires.
Sa base est plus ou moins asymétrique, cunéiforme à étroite, aiguë à arrondie.
Son apex est aigu à atténué, et la marge dentée en scie à 3-20 dents (rarement entière).

La foliole terminale porte un pétiolule long de 2-2,3(-4) cm.
Son limbe mesure 7,6-11,1 x 2,7-7,6 cm (rapport longueur/largeur : 1,3-3,7/1) et compte environ 3 paires de nervures secondaires.
Sa base est symétrique à asymétrique, atténuée, parfois arrondie à presque tronquée.
L'apex est aigu à atténué.
Sa marge est denté en scie avec 7-9 paires de dents.
L'inflorescence est axillaire, parfois terminale, non ramifiée, mesure de 5-20(40) cm x 1,7-2,8 mm, glabre à pubérulente ou légèrement tomenteuse, couverte d'un indumen brun clair, brun, court, clairsemé.
Le pédoncule mesure 0,5-3 cm x 0,8-2,5 mm.
Les bractées stériles sont plus ou moins abondantes à la base.
Les bractées florifères mesurent 0,4-1,3 x 0,3 -2,5 mm, ont la marge fimbriée, à surface densément courte tomenteuse à l'extérieur, glabre à l'intérieur.
L'axe des paires de fleurs est absent.
Les pédicelles mesurent 1,5-4,5 x 0,3-1 mm.
Les boutons floraux, de section carrée à arrondie, sont larges de 0,8-1,7 mm à l'apex, et de 0,5-1 mm à mi-longueur.
Les fleurs sont parfumées, de couleur blanche, crème ou blanc verdâtre, longues de 7 à 9 mm, glabres, ou très peu poilues, à densément poilues.
Les sépales longs de 7 à 8,5 mm.
Le périanthe est striguleux à glabrescent vers l'apex.
Les filets, longs de 0-08 mm, sont attachés aux tépales à 2-6,5 mm de la base.
Les anthères mesurent 1,5-3 x 04-0,8 mm.
On note une glande hypogyne charnue, longue de 0,2-0,6 mm, à lobes libres.
L'ovaire est symétrique ou asymétrique (plus incurvé d'un côté que de l'autre, comme une demi-paire).
Il est couvert de poils courts-séricés, de couleur brun clair, orange, ferrugineux à roux, jusqu'à 1-3 mm de la base, recouvrant tout l'ovaire ou la partie inférieure d'un côté.
Porté par un pédicelle mesurant 2-5 x 0,8-1,5 mm, le fruit est un follicules mesurant 2-3,5(4) x 0,8-1,5 cm, de couleur pâle (après séchage), densément velouté, couvert poils aprimés brun clair à brun orangé à roux lorsqu'il est jeune, devenant glabrescent, glabre à maturité.
Sa base est rétrécie sur 3-6 mm.
Les côtés sont suturés et non suturés courbés de manière égale ou côté suturé courbé plus fortement.
L'apex est resserré ou non à 4 mm, y compris la base du style persistant, droite ou courbée jusqu'à perpendiculaire au côté non suturé.
La nervation marginale est plus ou moins visible en surface, parfois brun clair à brun foncé.
Les graines mesurent 1,8-2,5 x 0,5-1 mm,.

## Taxons infra-spécifiques
On reconnaît 4 variétés au sein de l'espèce Roupala montana :
- Roupala montana var. brasiliensis (Klotzsch) K.S.Edwards
- Roupala montana var. impressiuscula (Mez) K.S.Edwards
- Roupala montana var. montana Aubl.
- Roupala montana var. paraensis (Sleumer) K.S.Edwards

## Répartition
D'après certains auteurs, Roupala montana serait plutôt sub-endémique du plateau des Guyanes : Guyane (montagne des Chevaux), Suriname (Lucie river), Guyana, et Guyane vénézuélienne (Bolívar, T.F. Amazonas).
L'espèce à vaste répartition néotropicale avec laquelle elle serait confondue correspondrait en fait à Roupala pyrifolia Knight, 1809 : depuis le Mexique, à travers l'Amérique centrale, Trinidad et Tobago, et répandu en Amérique du Sud jusqu'au sud du Brésil, la Bolivie, l'Argentine et le Paraguay. Il est commun dans la Cordillère côtière, les Llanos et la base des Andes.

## Écologie
On rencontre Roupala montana au Venezuela dans les savanes sèches ouvertes ou arbustives, souvent associé à Curatella, Bowdichia et Byrsonima crassa, en bordures des affleurements granitiques, et dans les forêts galeries, autour de 50–1 300 m d'altitude.
Il est présent dans les forêts primaires et secondaires humides, tropicales, sempervirentes à sèches, à feuilles caduques et les habitats de savane herbeuse ouverte, également dans les forêts galeries et les vestiges forestiers.
Dans la région des Guyane, il fleurit principalement entre septembre et mai, et fructifie plutôt en juin et juillet.
Soixante-deux espèces de lépidoptères (22 familles) consomment les feuilles Roupala montana (probablement Roupala pyrifolia Knight, 1809), dont 26 exclusives, parmi lesquelles Chlamydastis platyspora (Meyrick) (Elachistidae), Stenoma cathosiota Meyrick (Elachistidae), Idalus prop. sublineata (Rothschild) (Arctiidae) et Eomichla sp. (Oecophoridae),,,.
On trouve Goniotherma sp. parmi les arthropodes de la litière de Roupala montana (probablement Roupala pyrifolia Knight, 1809).
Divers aspects de Roupala montana (probablement Roupala pyrifolia Knight, 1809) ont été étudiés :
- la structure de ses populations selon la fragmentation des habitats dans le cerrado (État de São Paulo)[15],
- sa régénération naturelle dans les forêts-galeries de la Reserva Ecológica de la Fazenda Água Limpa de l'Université de Brasília[16],
- ses échanges gazeux, son activité photosynthétique, et ses relations hydriques[17],[18],
- ses effets létaux modérés sur Schistosoma mansoni par son anti-génotoxicité[19],
- la polymorphie de ses marqueurs microsatellites nucléaires[20],
- l'avortement et la prédation de ses graines avant leur dissémination[21],
- ses mycorhizes arbusculaires et l'absence de ses racines en grappes[22],[23],
- sa sylviculture[5],
- sa sélection génétique quantitative et moléculaire[24],

## Utilisation

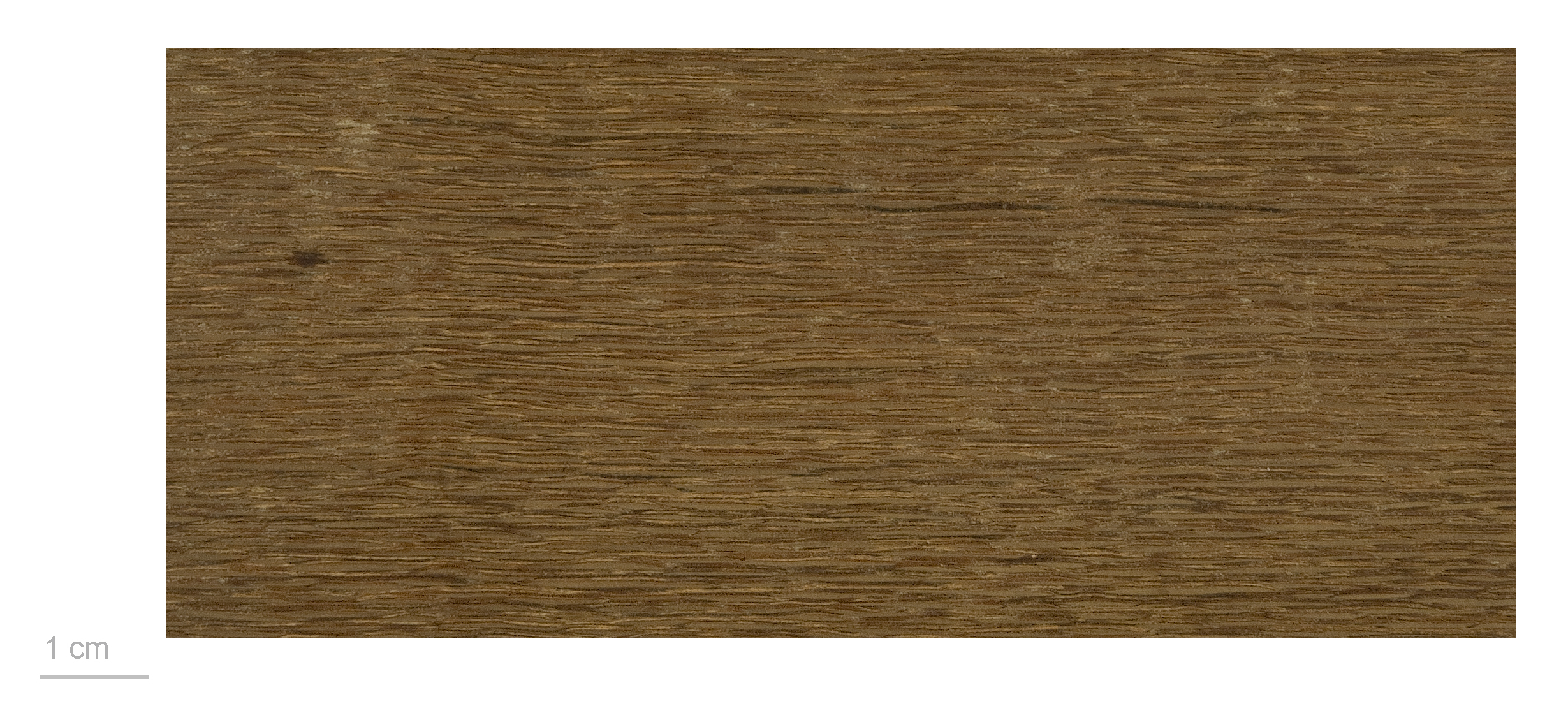
bois de Roupala montana

Roupala montana est une plante mellifère dont le pollen est également récolté en apiculture.
Au Brésil, ses branches sèches, feuilles et fruits composent les compositions florales appelées « flores do planalto » vendues dans les foires à Brasília.
Son bois peut être utilisé dans la construction civile, pour la fabrication de meubles, d'objets ménagers décoratifs, tournés et en placages.
Il fournit un bois de chauffage et un charbon de bonne qualité.
Il est préconisé de planter Roupala montana pour la restauration écosystémique de milieux ripicoles ou des milieux non inondables, et dans les ravins du Minas Gerais.
Roupala montana (probablement Roupala pyrifolia Knight, 1809) est utilisé au Brésil comme antithermique et antiseptique dans le traitement des plaies et des ulcères. Il présente un potentiel antimicrobien et antimutagène, sans propriétés mutagènes ou cytotoxiques, et contient des flavonoïdes glycosylés.
Roupala montana (probablement Roupala pyrifolia Knight, 1809) présente des activités anti-inflammatoires.
Les extraits des résidus de bois de Roupala montana (probablement Roupala pyrifolia Knight, 1809) contiennent du (Z)-5-undéc-3-énylrésorcinol (composés phénoliques avec de nombreuses applications biologiques).
L'extrait des feuilles de Roupala montana (probablement Roupala pyrifolia Knight, 1809) contient du Kaur-16-ène, de l'acide linolénique et de l'alpha tocophérol. On a identifié 15 composés dans l'huile essentielle de la plante sèche dont kaur-16-ène (77,2%), Kaur-15-ène (4,1%), phytol (3,45%), Nérolidol (2,22%), et Farnésyl acétone (1,2%), et la synthèse du trans-2-(trans-1-cis-3-hexadiényl)-5-méthyltétrahydrofurane a été étudiée.

## Protologue

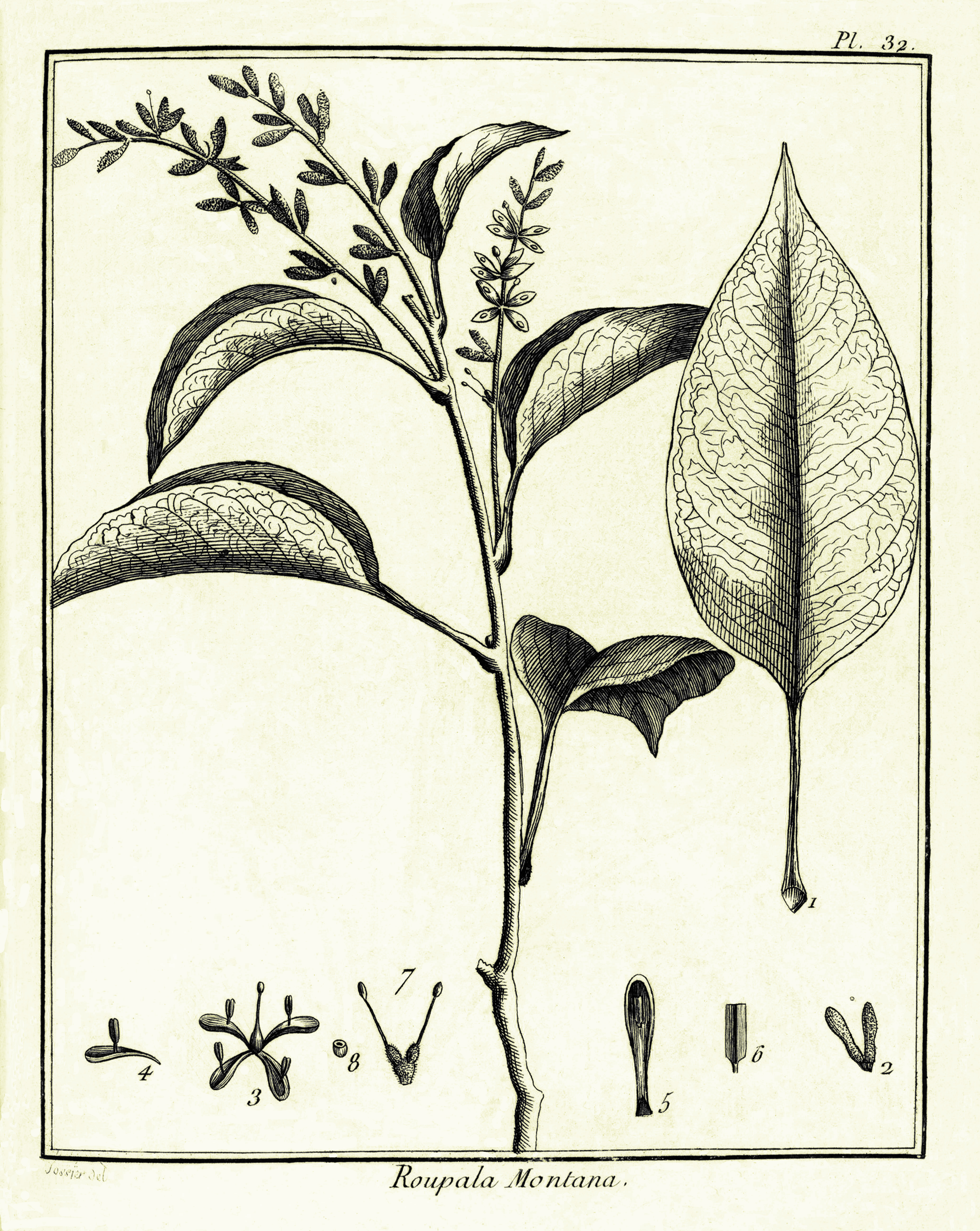
Roupala montana : Planche 32 accompagnant la description du genre Roupala par Aublet (1775)
On a groſſi les parties de la fleur. - 1. Feuille ouverte vue de face. - 2. Bouton de fleur. - 3. Corolle épanouie. - 4. pétale. Étamine. La fleur étant épanouie. - 5. pétale. Étamine. La fleur étant fermée. - 6. Étamine. - 7. Ovaires. Styles. Stigmates. - 8. Ovaire coupe en travers.

En 1775, le botaniste Aublet propose le protologue suivant : 

« ROUPALA montana. (Tabula 32.)
Frutex plures ramos è caudice tri vel quadri-pollicati emittens ; folia alterna, petiolaca, rigida, ovata, acuta, integerrima ; limbis ſursùm revolutis, quaſi canaliculatis. Flores ſpicati ; ſpicis ſolitariis, axillaribus, & terminalibus ; bini ſemper ſeſſiles, alternatim poſiti. Corolla tetrapetala; petalis ſubtùs villoſis, luteis, ſupernè candicantibus.
Cortex trunci, ramorum & lignum, fœtidum odorem exhalant.
Florebat Auguſto.
Habitat ſupra montem Serpent dictum ab Europeis incolis.

LE ROUPALE (PLANCHE 32.)
Cet arbrisseau s'élève a ſept ou huit pieds. Le tronc, a trois ou quatre pieds au deſſus de terre, commence a ſe garnir de branches : il a trois ou quatre pouces de diamètre. Son écorce eſt blanchâtre, ridée & gerſée. Son bois eſt blanchâtre. L'écorce & le bois exhalent, lorſqu'on les coupe, une odeur forte & fétide qui a du rapport a celle que répandent les couleuvres du pays. Les branches & les rameaux ſont garnis de feuilles alternes, liſſes, vertes, fermés, ſèches, & toujours pliées par les deux bords qui ſe rapprochent : elles ſont ovales 3 & terminées par une longue pointe ; leur pédicule eſt long, & renflé à la baſe, où il forme une eſpèce de talon. On en a repréſenté une, étendue, & de grandeur naturelle. 
Les fleurs croiſſent ſur de longs épis, à l'extrémité des rameaux, & a l'aiſſelle des feuilles Les fleurs ſont toujours par paires, poſées alternativement ſur l'épi, & placées ſur un ſupport commun. Ces fleurs n'ont point de calice. 
La corolle eſt a. quatre pétales longs, étroits a. leur partie inférieure, & évaſés en forme de cuilleron a leur partie ſupérieure. Ils ſont velus & jaunâtres en deſſous, blanchâtres en deſſus, & attaches entre de petits corps glanduleux qui ſont à la baſe de l'ovaire. 
Les étamines ſont au nombre de quatre, placées chacune ſur la paroi ſupérieure du pétale, a l'endroit ou il commence a s'élargir. Ces étamines ont un filet ft court, qu'à peine on peut l'appercevoir, ce n'eſt qu'une anthère longue, obtuſe & a deux bourſes. lorſque la fleur n'eſt pas épanouie, cette anthère eſt cachée dans la cavité du cuilleron : & quand les pétales s'épanouiſſent, l'anthère s'en écarté, devient droite ; l'extrémité du pétale ſe renverſe, & peu de temps après il tombe. 
Le piſtil eſt un ovaire arrondi, charge de poils, ſurmonté d'un style verd, terminé par un stigmate ovoïde. 
L'ovaire, que je n'ai pas vu en maturité, n'a qu'une loge & une ſeule graine. 
On a groſſi les parties de la fleur. 
J'ai trouve cet arbriſſeau ſur le ſommet de la montagne Serpent. Il étoit en fleur dans le mois d'Août. »

— Fusée-Aublet, 1775.

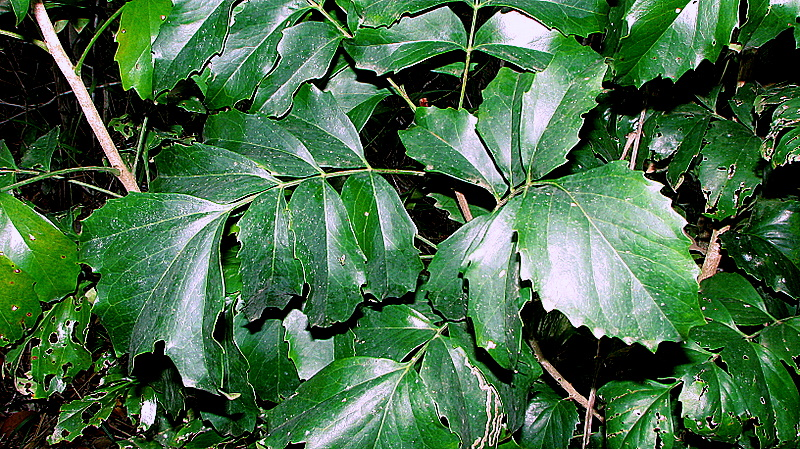
Feuilles juvéniles composées de Roupala montana (probablement Roupala pyrifolia Knight, 1809)
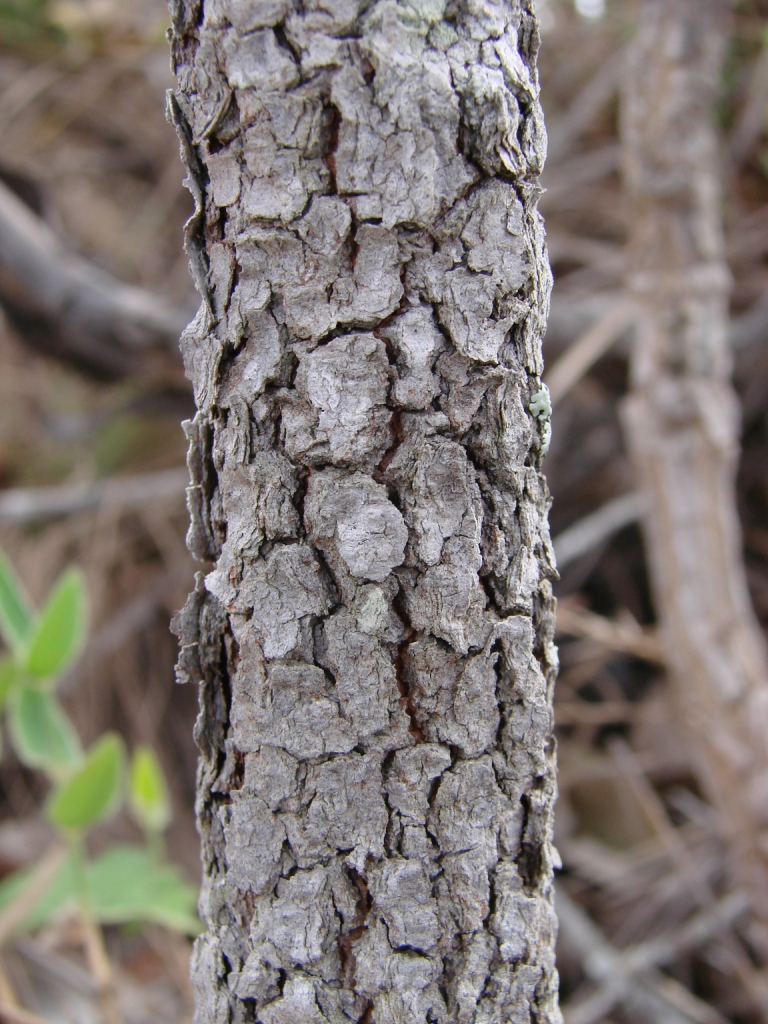
Tronc de Roupala montana (probablement Roupala pyrifolia Knight, 1809)
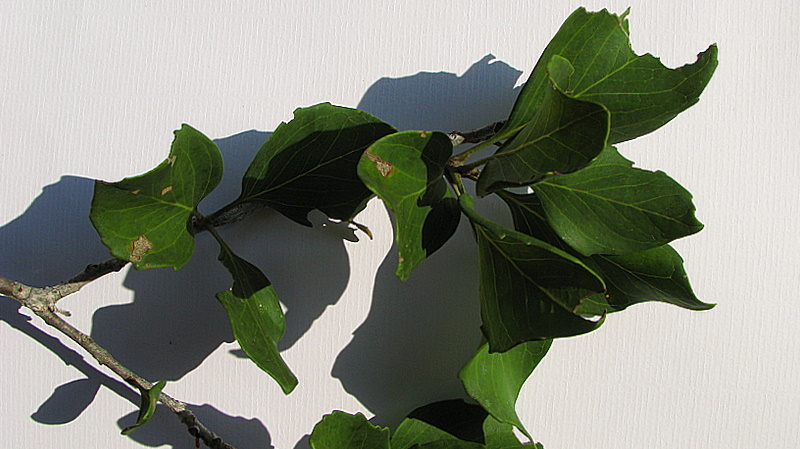
Rameau feuillé de Roupala montana (probablement Roupala pyrifolia Knight, 1809)
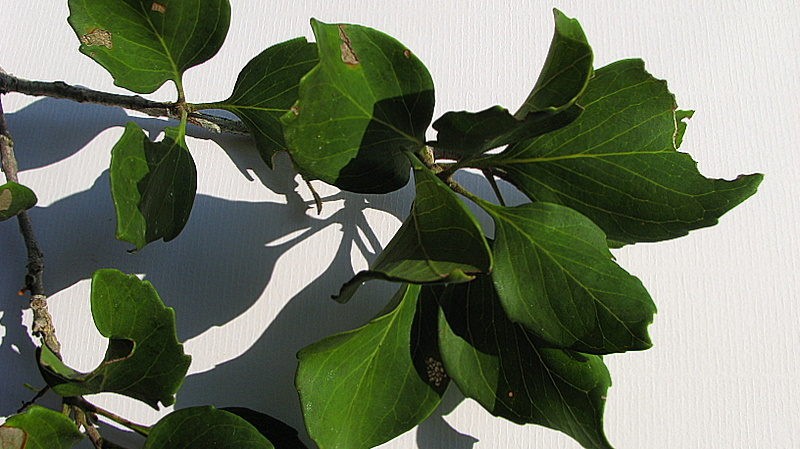
Rameau feuillé de Roupala montana (probablement Roupala pyrifolia Knight, 1809)
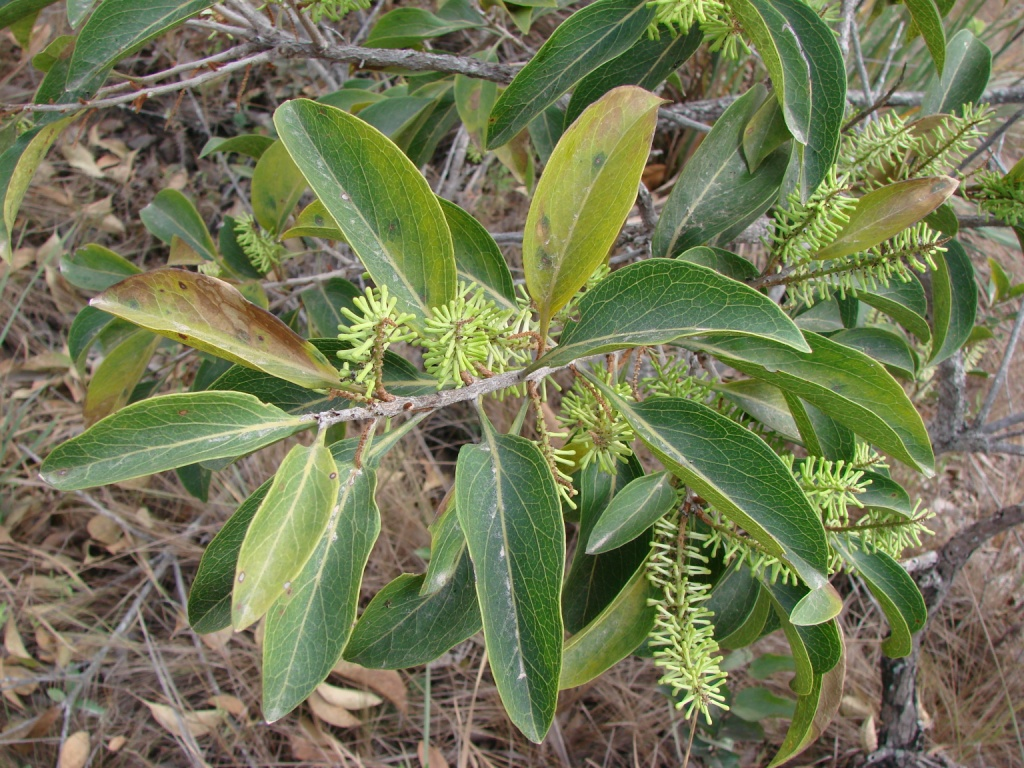
Boutons floraux de Roupala montana (probablement Roupala pyrifolia Knight, 1809) dans le Parque Estadual do Biribiri (Serra do Espinhaço, Diamantina, Minas Gerais, Brésil)
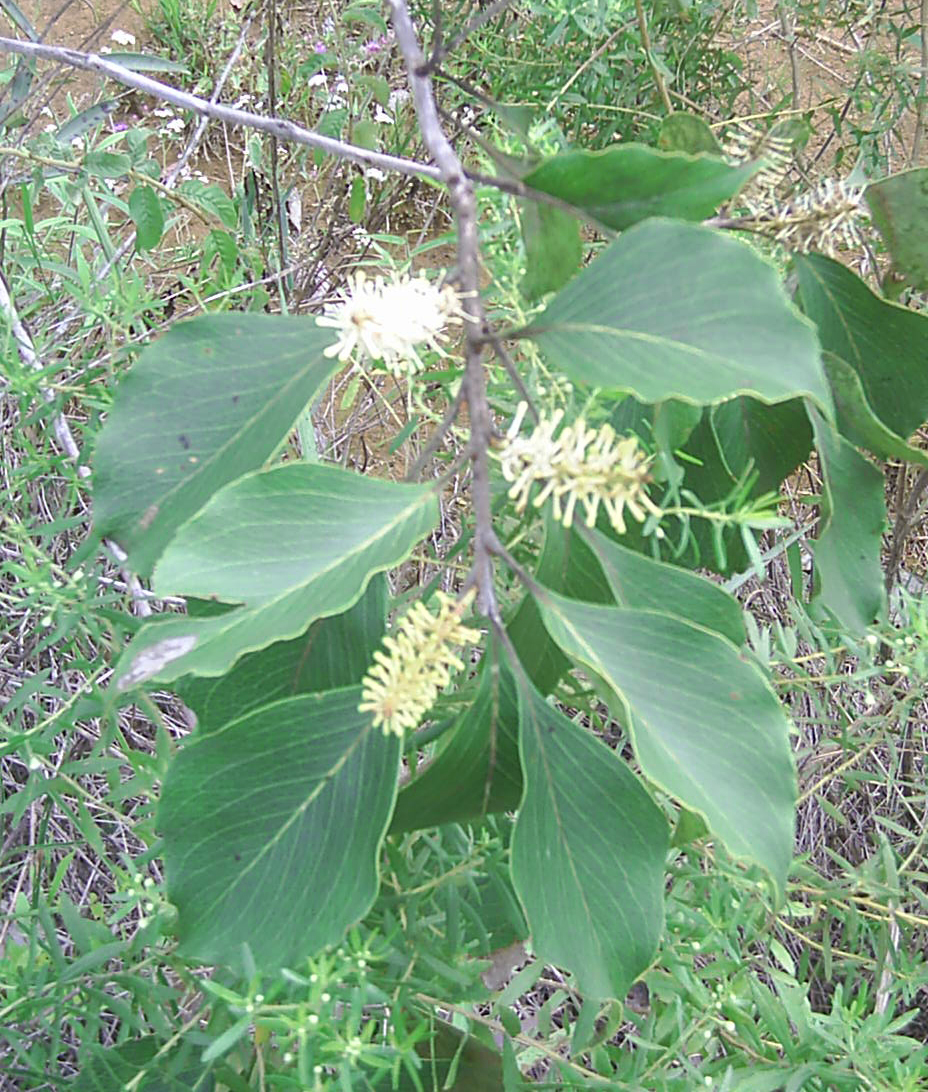
Rameau fleuri de Roupala montana (probablement Roupala pyrifolia Knight, 1809) à la Fazenda Água Limpa (Université de Brasília, Brasília, Brésil
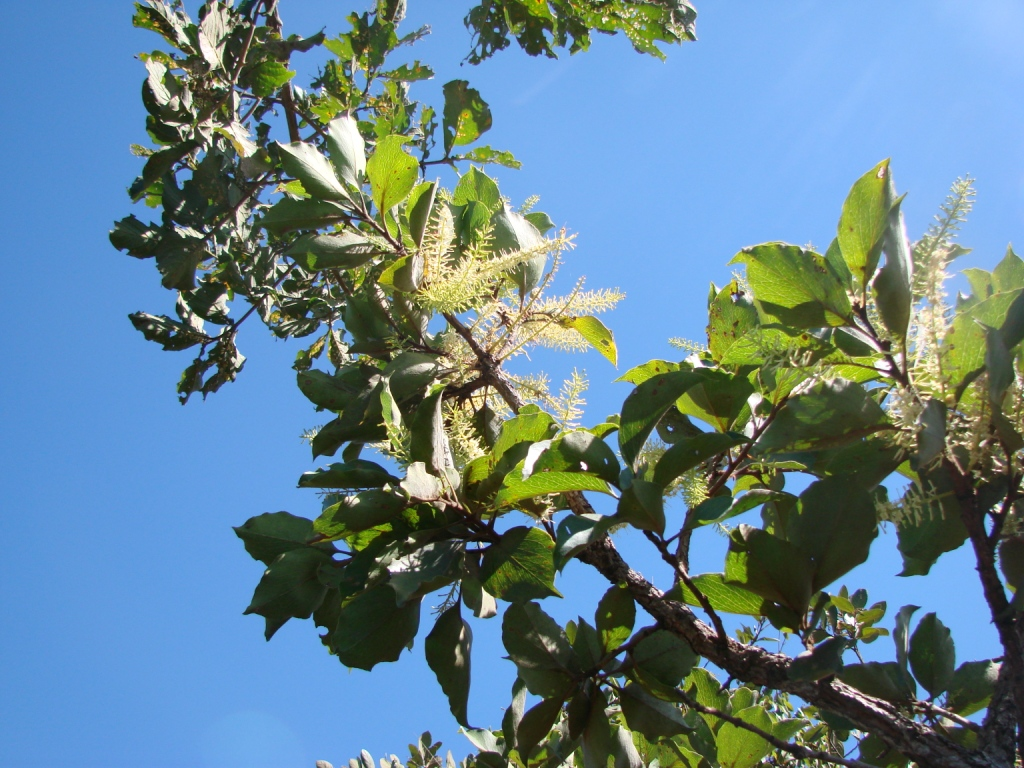
Rameau fleuri de Roupala montana (probablement Roupala pyrifolia Knight, 1809) (Jardin botanique de Brasília)
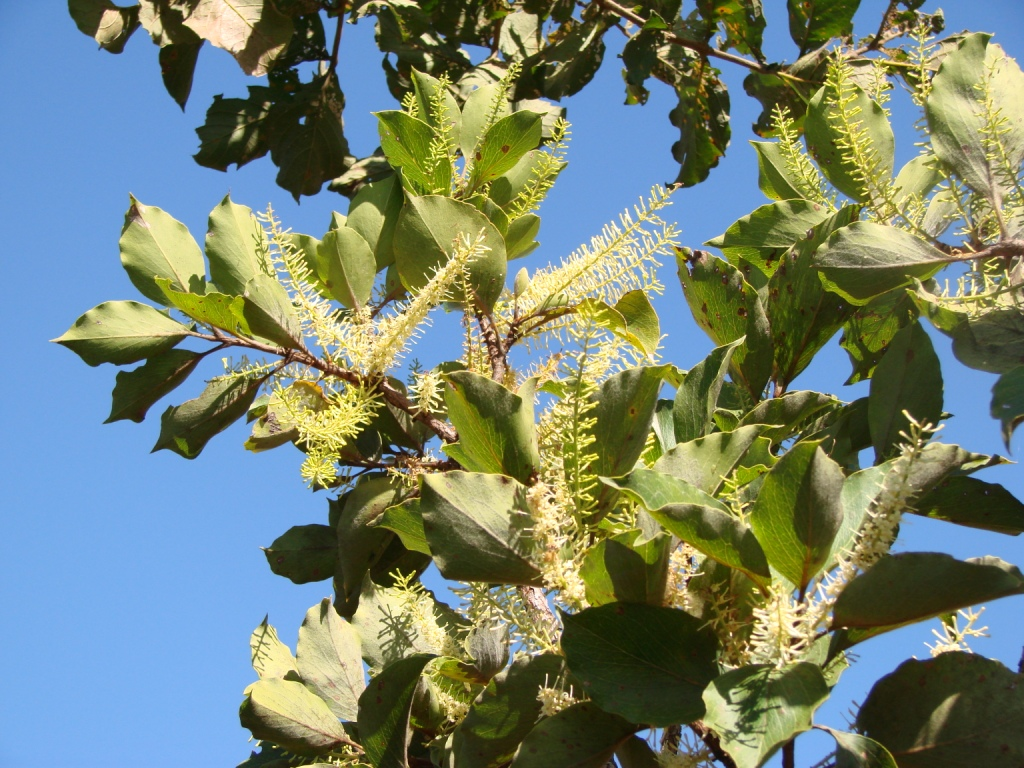
Rémeau fleuri de Roupala montana (probablement Roupala pyrifolia Knight, 1809)
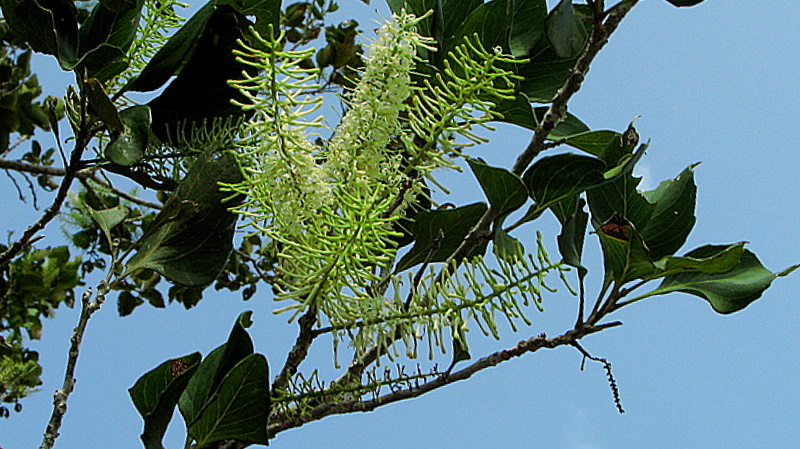
Rameau fleuri de Roupala montana (probablement Roupala pyrifolia Knight, 1809) dans l'Etat de Bahia (Brésil)
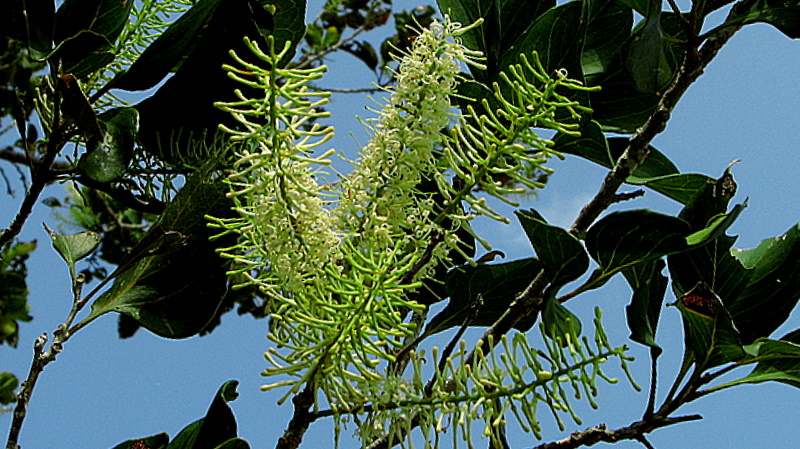
Rameau fleuri de Roupala montana (probablement Roupala pyrifolia Knight, 1809)
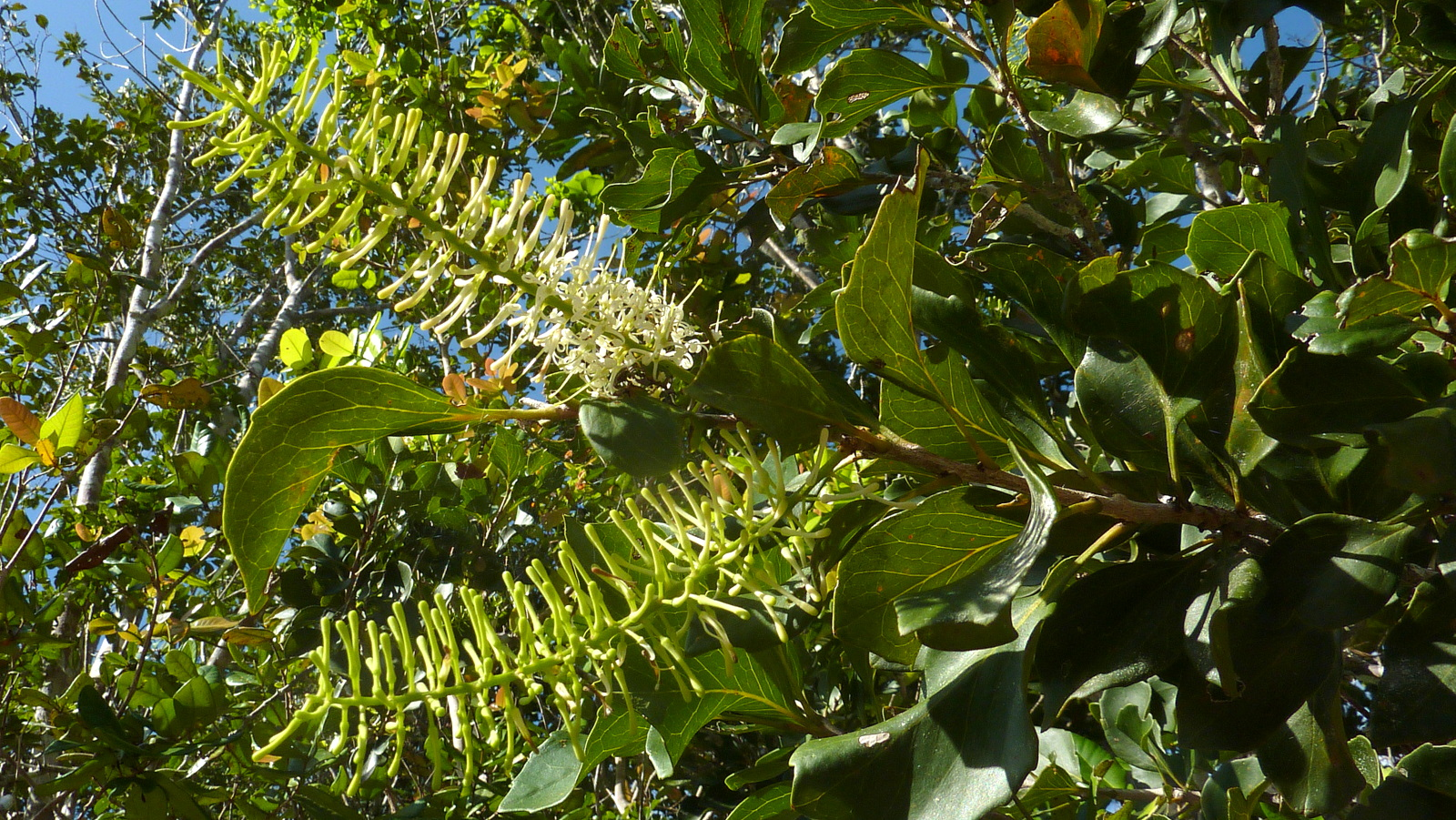
Inflorescence de Roupala montana (probablement Roupala pyrifolia Knight, 1809)
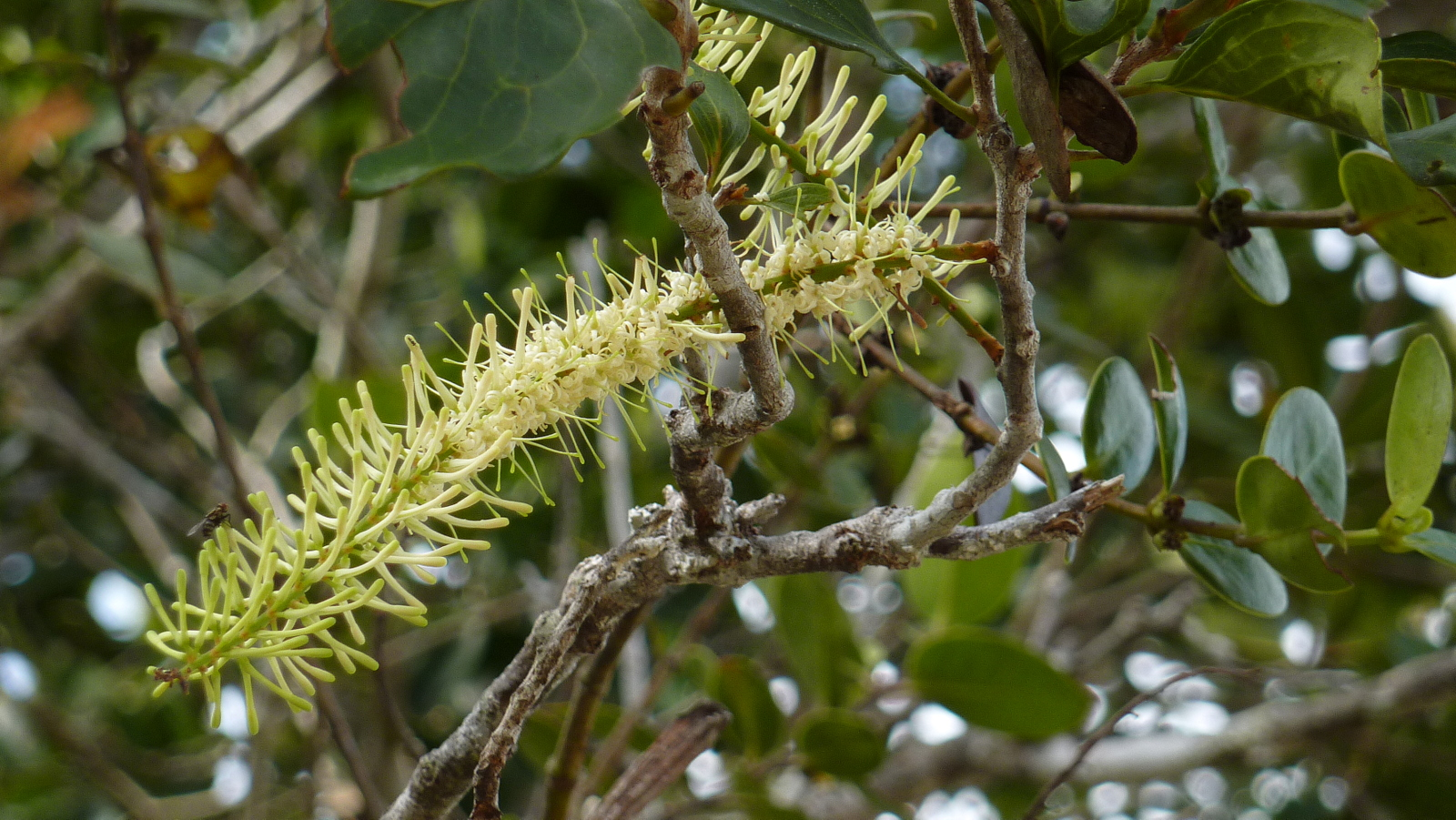
Inflorescence de Roupala montana (probablement Roupala pyrifolia Knight, 1809)
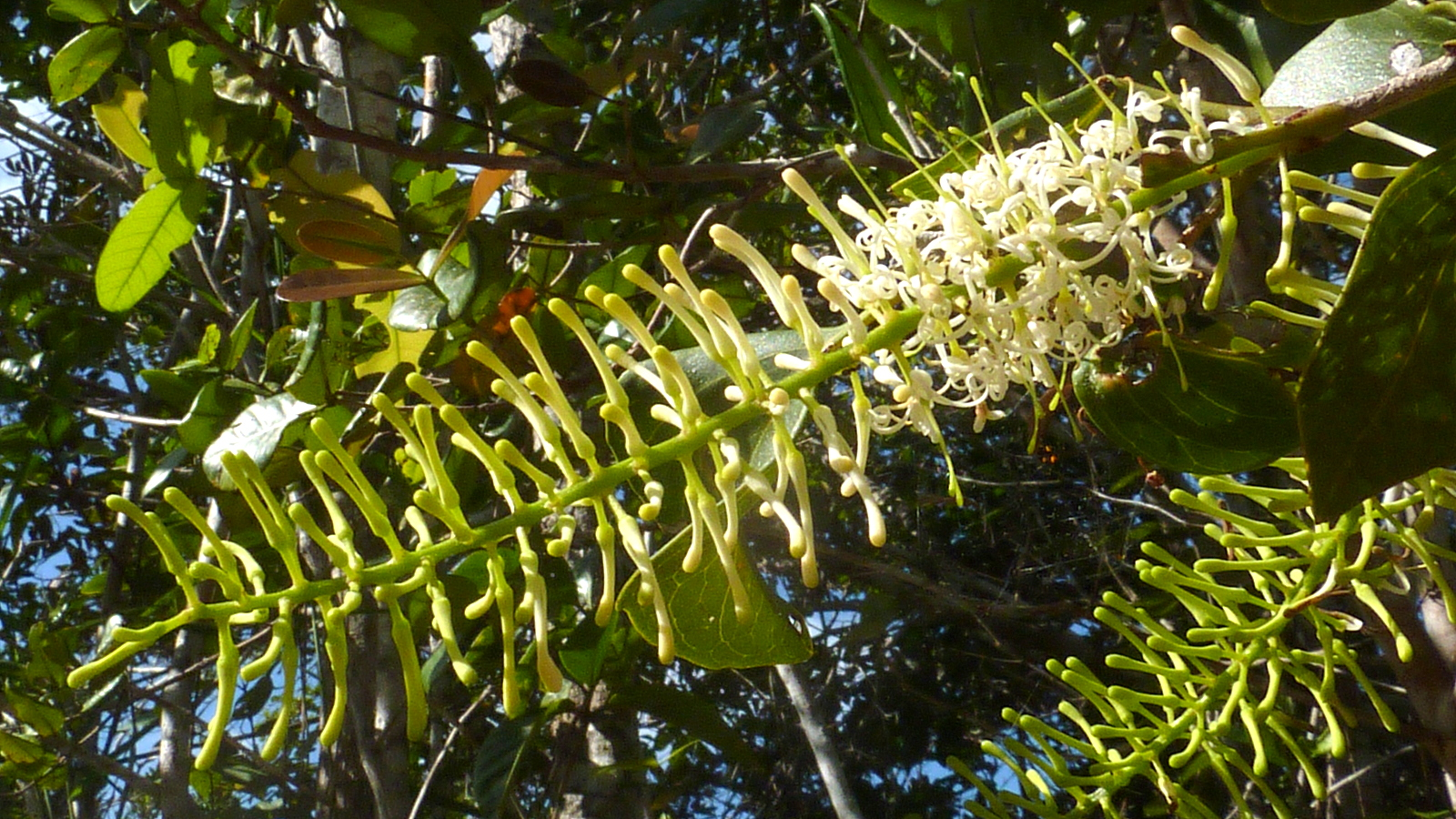
Inflorescence de Roupala montana (probablement Roupala pyrifolia Knight, 1809)
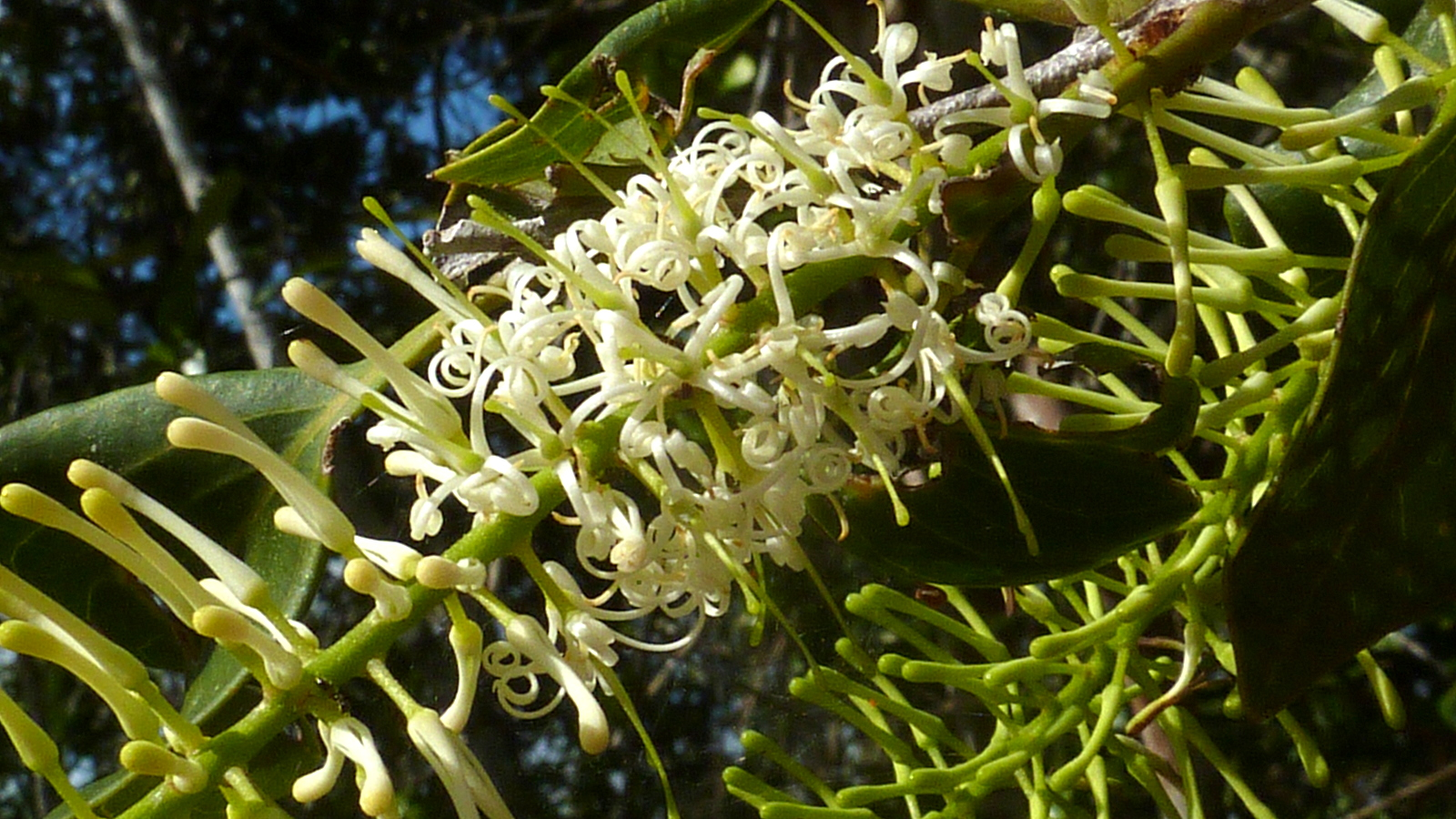
Fleurs de Roupala montana (probablement Roupala pyrifolia Knight, 1809)
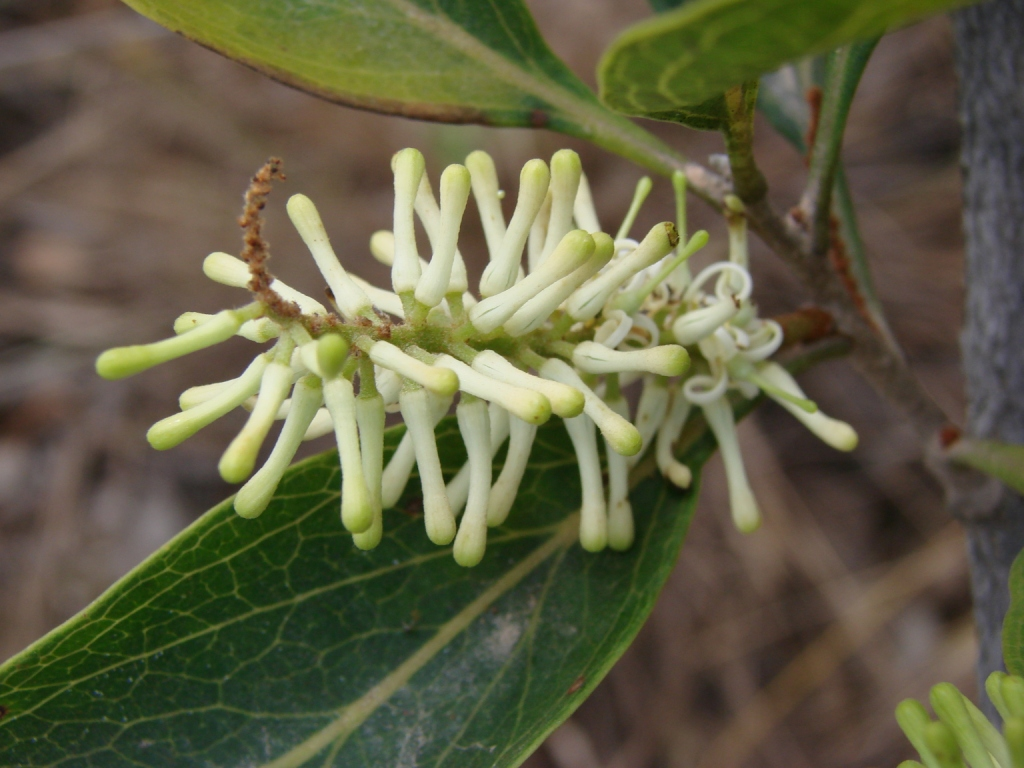
Boutons floraux de Roupala montana (probablement Roupala pyrifolia Knight, 1809)
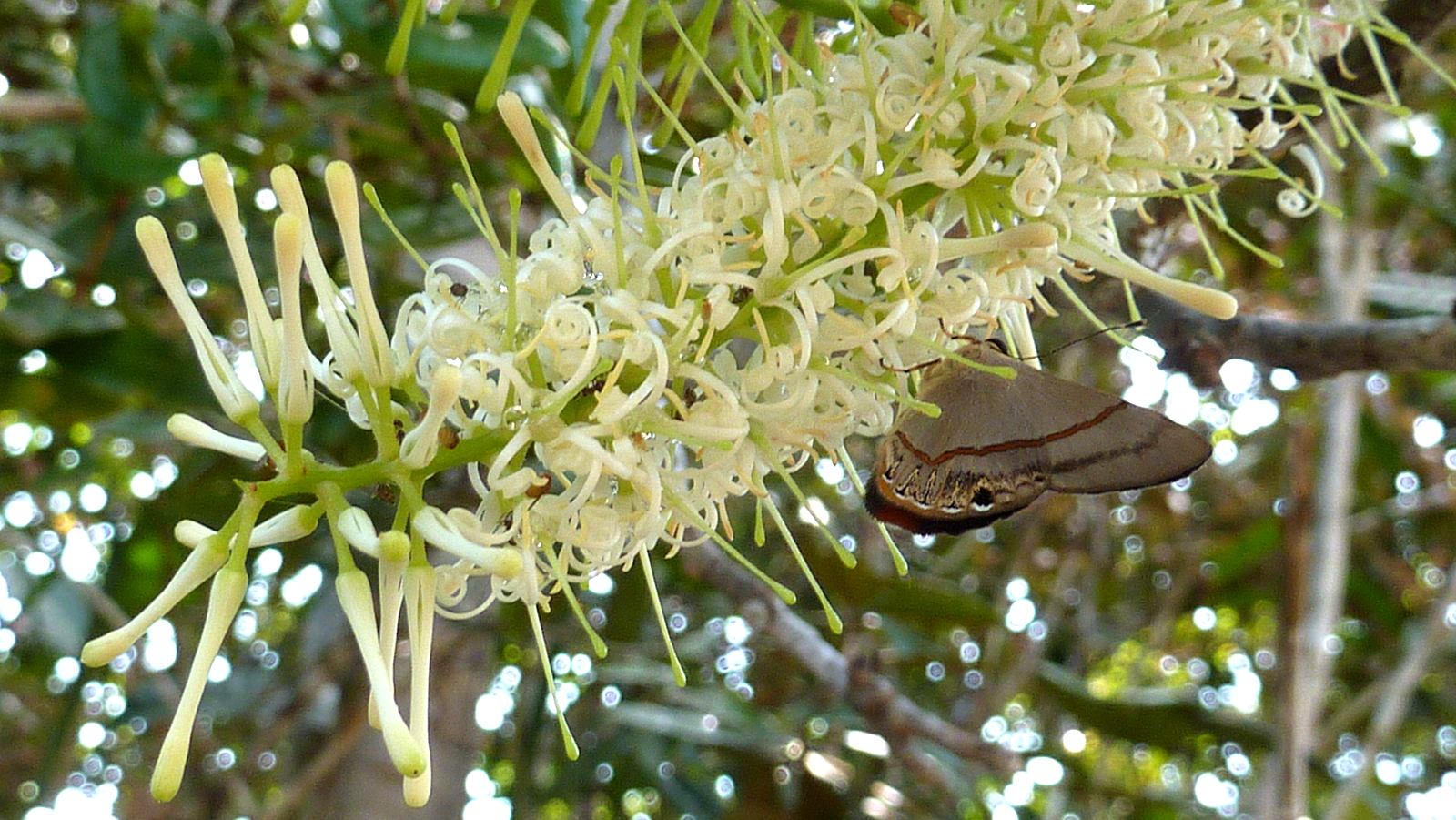
Inflorescence de Roupala montana (probablement Roupala pyrifolia Knight, 1809)
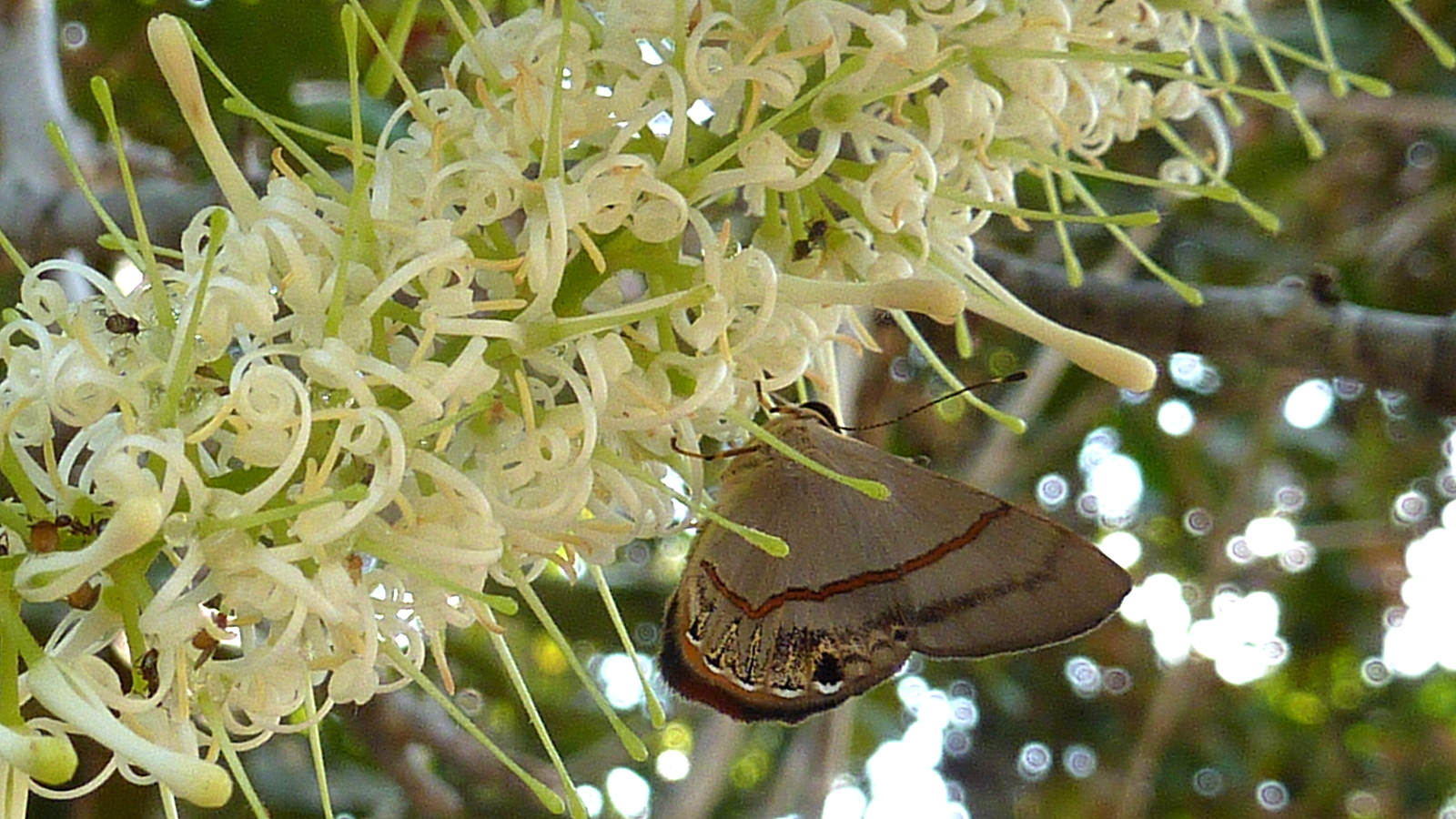
Fleurs de Roupala montana (probablement Roupala pyrifolia Knight, 1809)
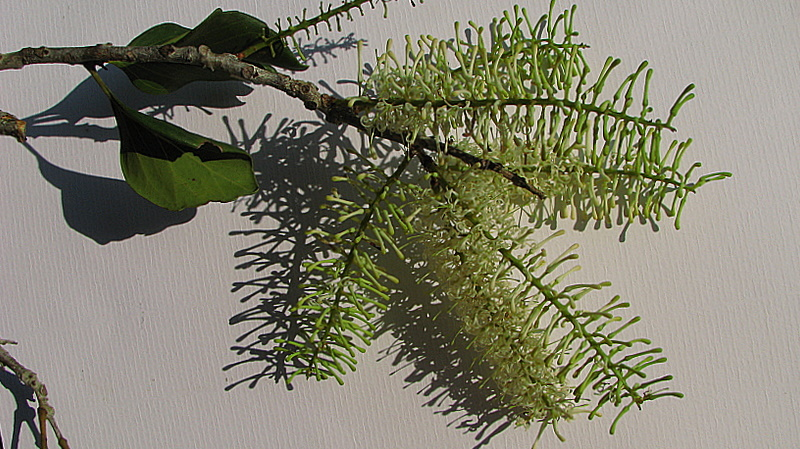
Inflorecences de Roupala montana (probablement Roupala pyrifolia Knight, 1809)
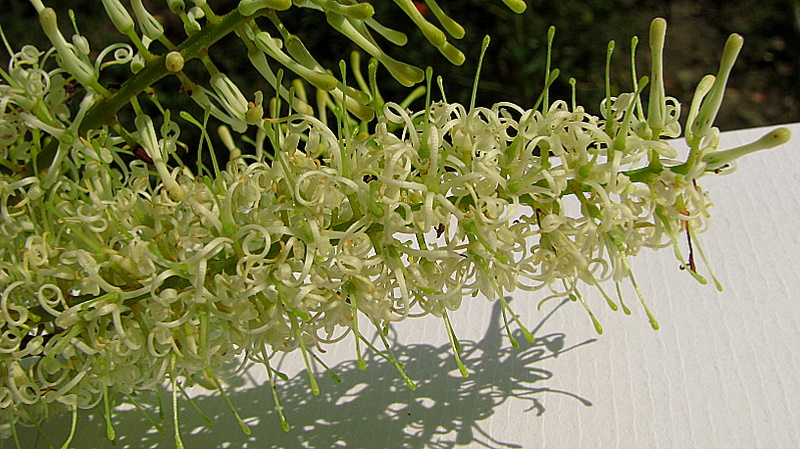
Inflorescence de Roupala montana (probablement Roupala pyrifolia Knight, 1809)
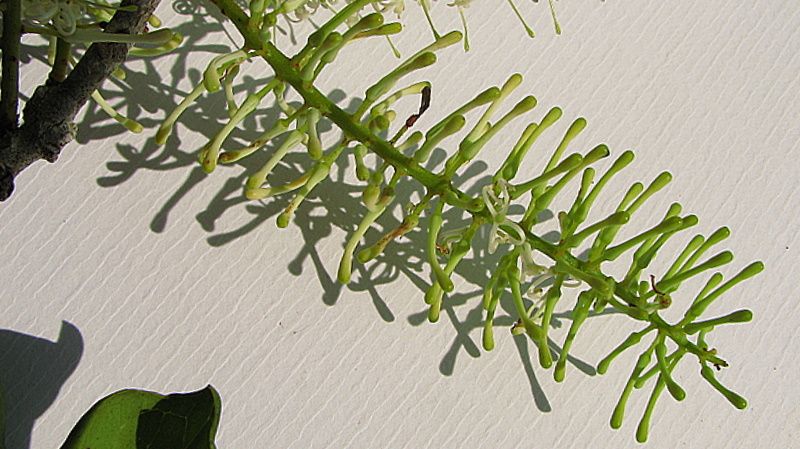
Boutons floraux de Roupala montana (probablement Roupala pyrifolia Knight, 1809)
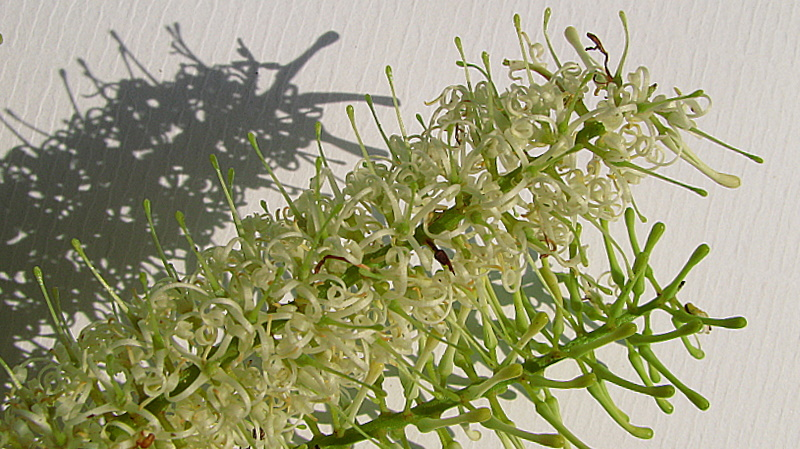
Inflorescence de Roupala montana (probablement Roupala pyrifolia Knight, 1809)
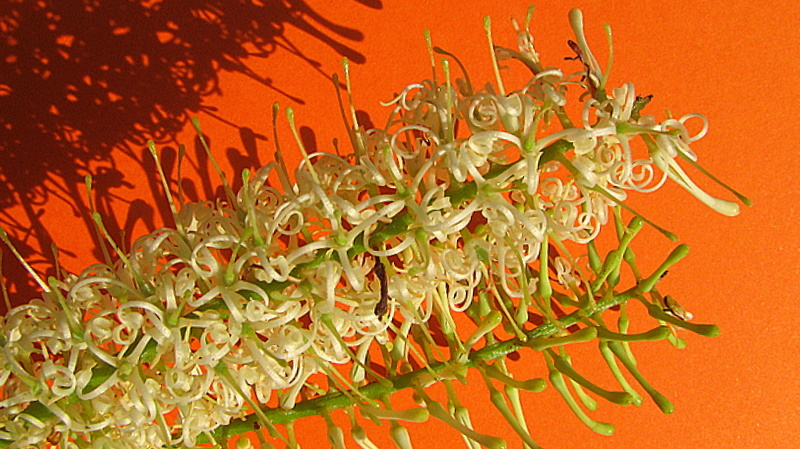
Inflorescence de Roupala montana (probablement Roupala pyrifolia Knight, 1809)
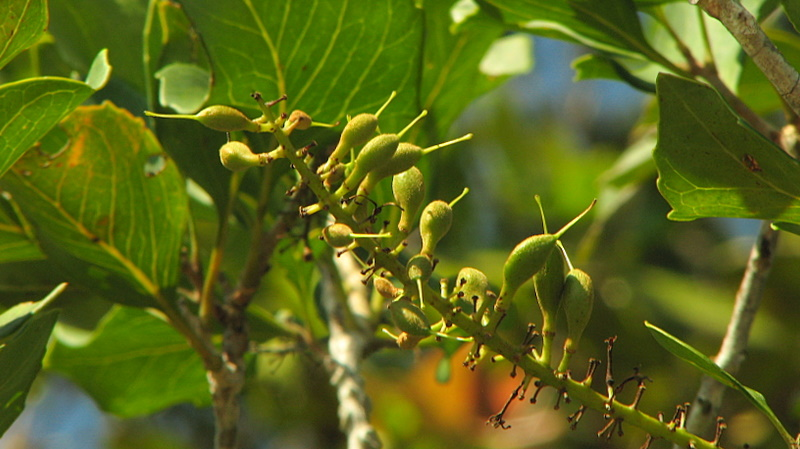
Jeunes fruits de Roupala montana (probablement Roupala pyrifolia Knight, 1809)